# 4 Волос Вероники
4 Волос Вероники (лат. 4 Comae Berenices), HD 105981 — тройная звезда в созвездии Волос Вероники на расстоянии приблизительно 444 световых лет (около 136 парсек) от Солнца. Видимая звёздная величина звезды — +5,661m.

## Характеристики
Первый компонент — оранжевый гигант спектрального класса K5III, или K4III, или K2V, или K0. Масса — около 1,294 солнечной, радиус — около 36,57 солнечного, светимость — около 195,241 солнечной. Эффективная температура — около 4526 K.
Второй компонент. Орбитальный период — около 461 суток (1,262 года).
Третий компонент — коричневый карлик. Масса — около 39,68 юпитерианской. Удалён в среднем на 1,63 а.е..